# Varanus macraei
Espèce
Statut de conservation UICN

 EN B1ab(iii,v)+2ab(iii,v) : En danger
Statut CITES
Le Varan de Mac Rae[réf. nécessaire] (Varanus macraei) est une espèce de sauriens de la famille des Varanidae.

## Répartition
Cette espèce est endémique de l'île de Batanta dans les îles Raja Ampat en Indonésie.

## Description
Varanus macraei est un varan arboricole découvert en 2001. Il ne vit que sur la petite île Indonésienne de Batanta. Sa queue représente les longueur 2/3 de sa longueur totale et comme chez les caméléons est préhensile, c'est-à-dire utilisée pour garder une certaine stabilité lorsqu'il se déplace de branche en branche. Elle est aussi utilisée comme d'un fouet lorsqu'il a à se défendre.

## Étymologie
Cette espèce est nommée en l'honneur de Duncan MacRae.

## Taille
Varanus macraei atteint une longueur maximale de 1,10 m.

## Alimentation
Varanus macraei se nourrit de rongeurs, de petits oiseaux, de reptiles et d'insectes.

## Reproduction
Varanus macraei femelle pond entre 3 et 6 œufs pour une incubation d'environ 5 mois.

## Galerie

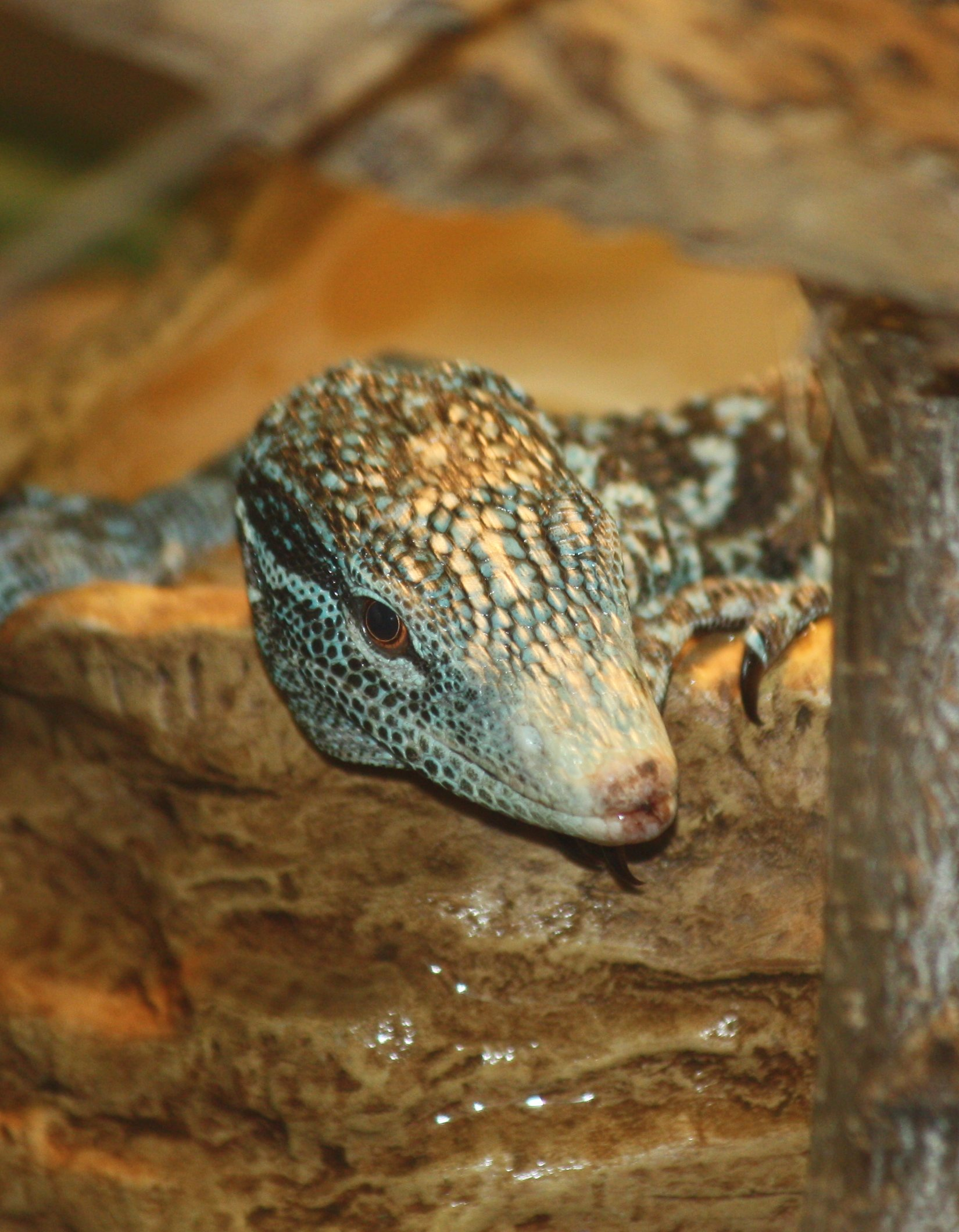
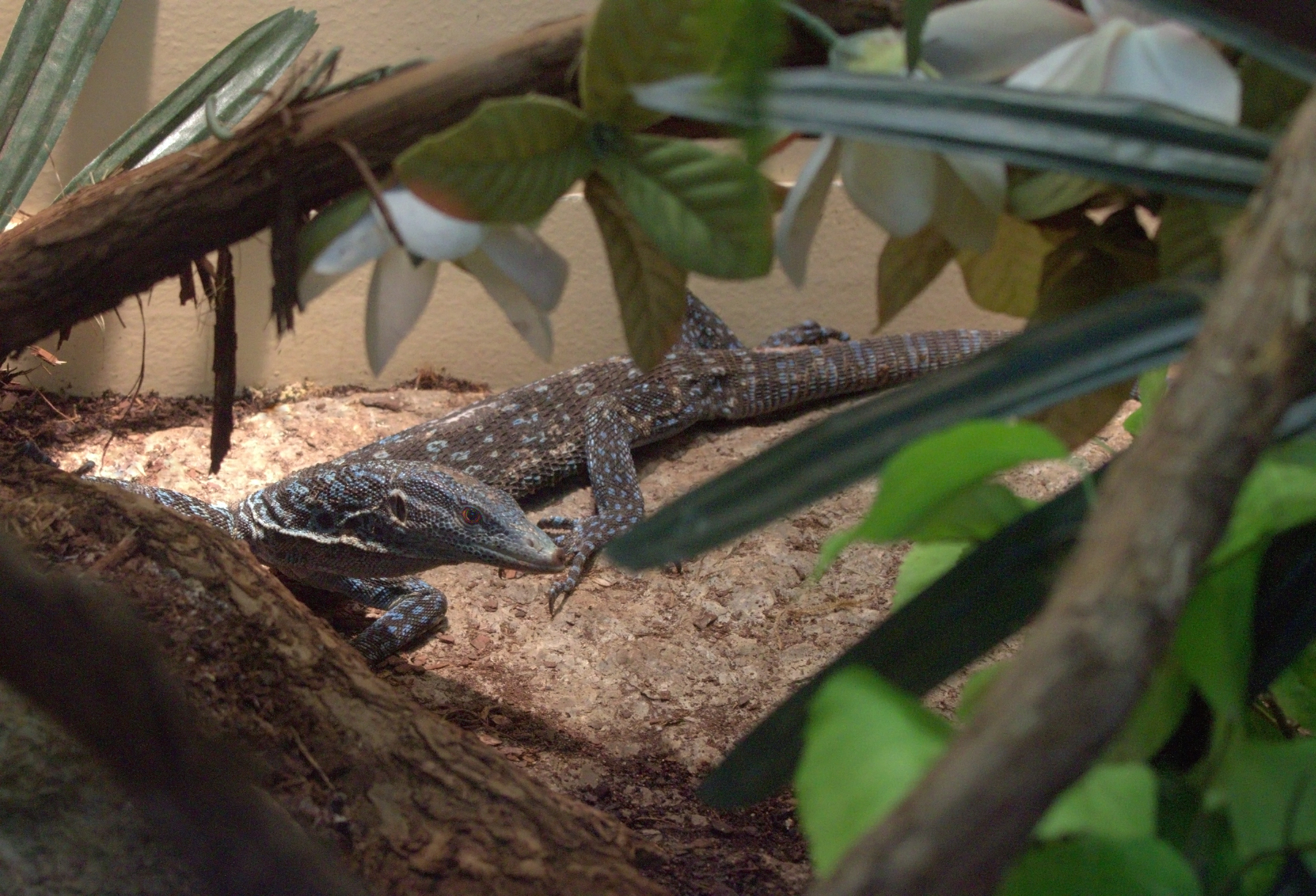
Un Varan de Mac Rae au zoo de Cincinnati.
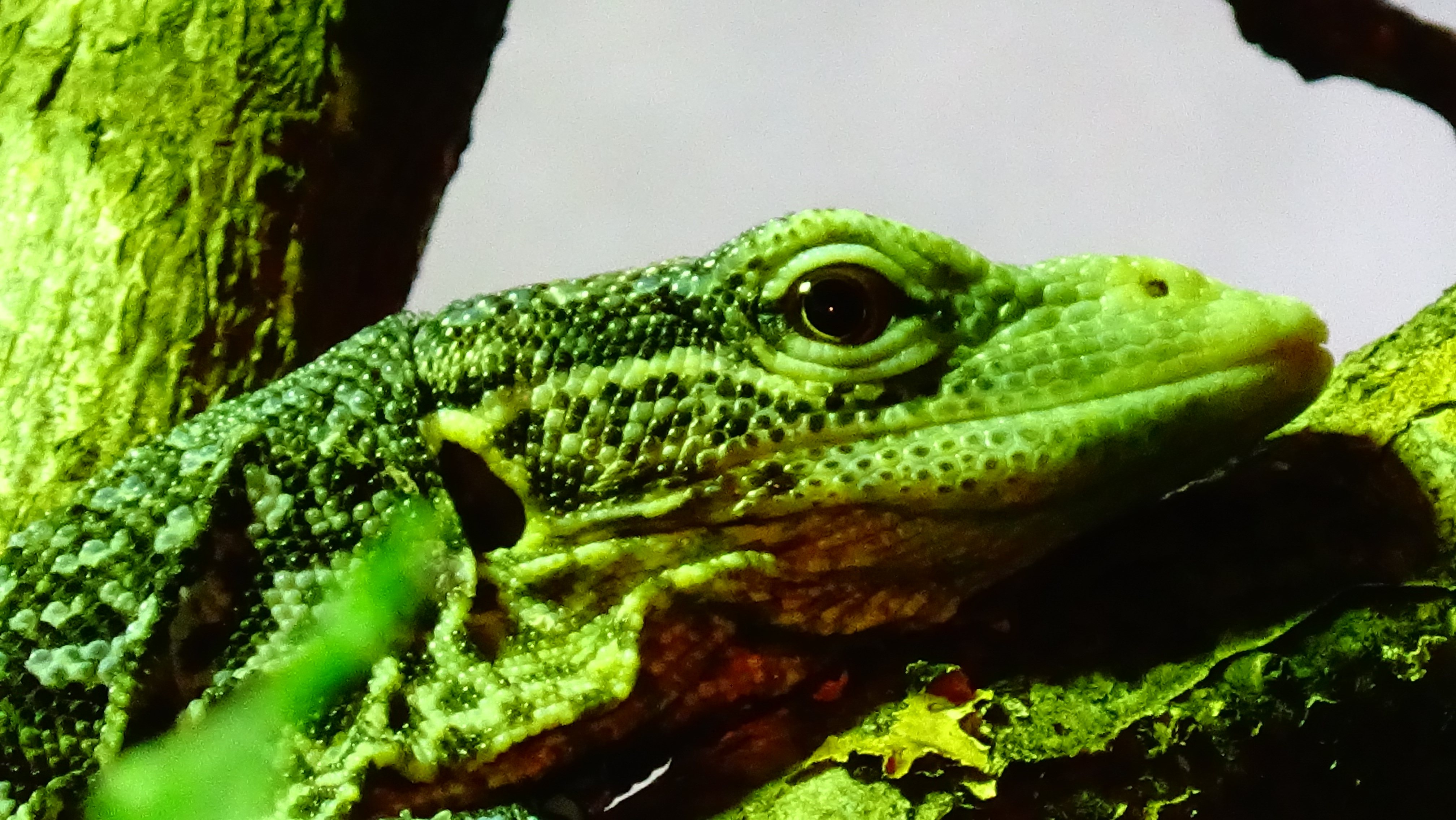
Ménagerie du Jardin des plantes Paris/France
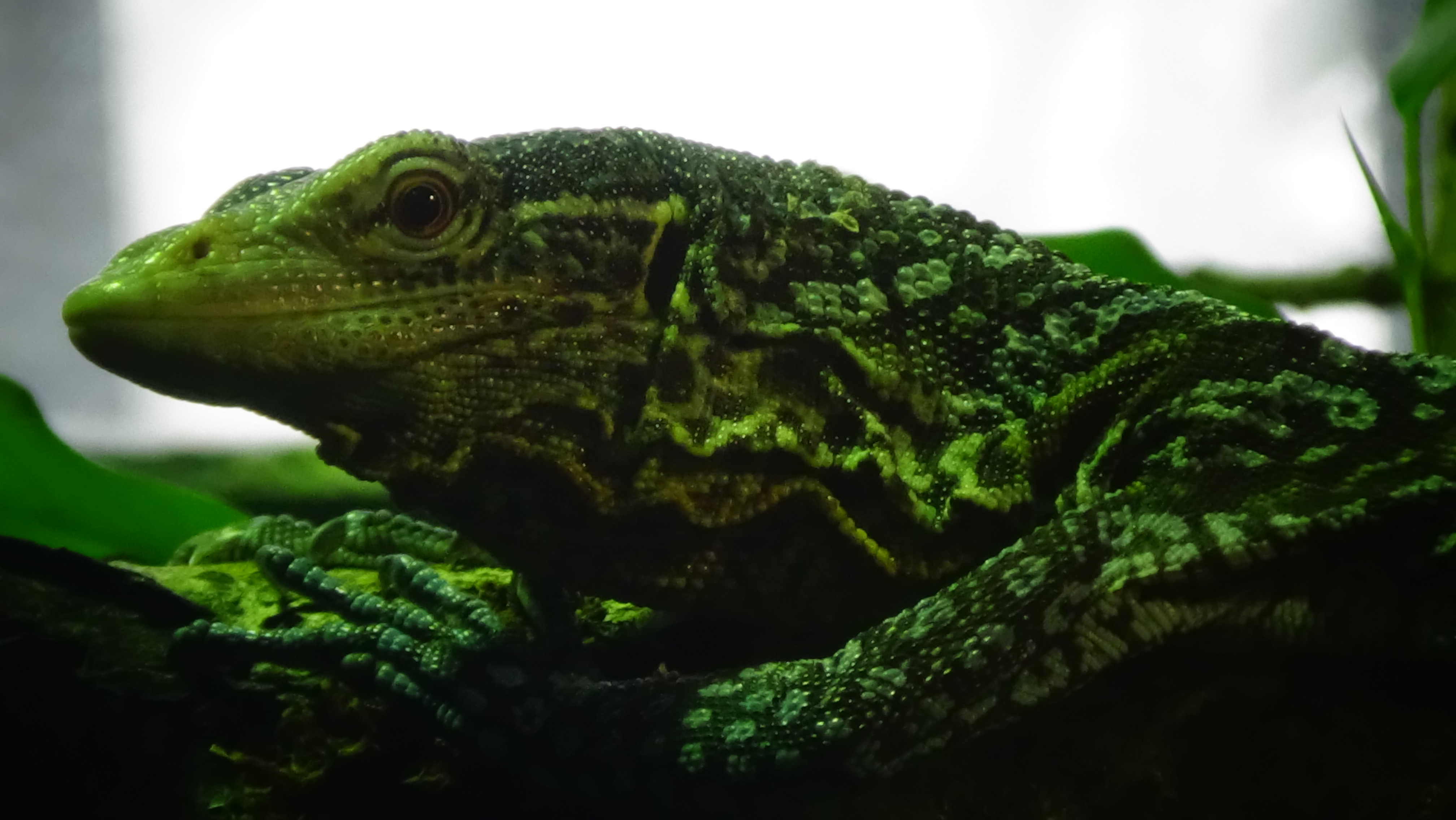
Ménagerie du Jardin des plantes Paris/France
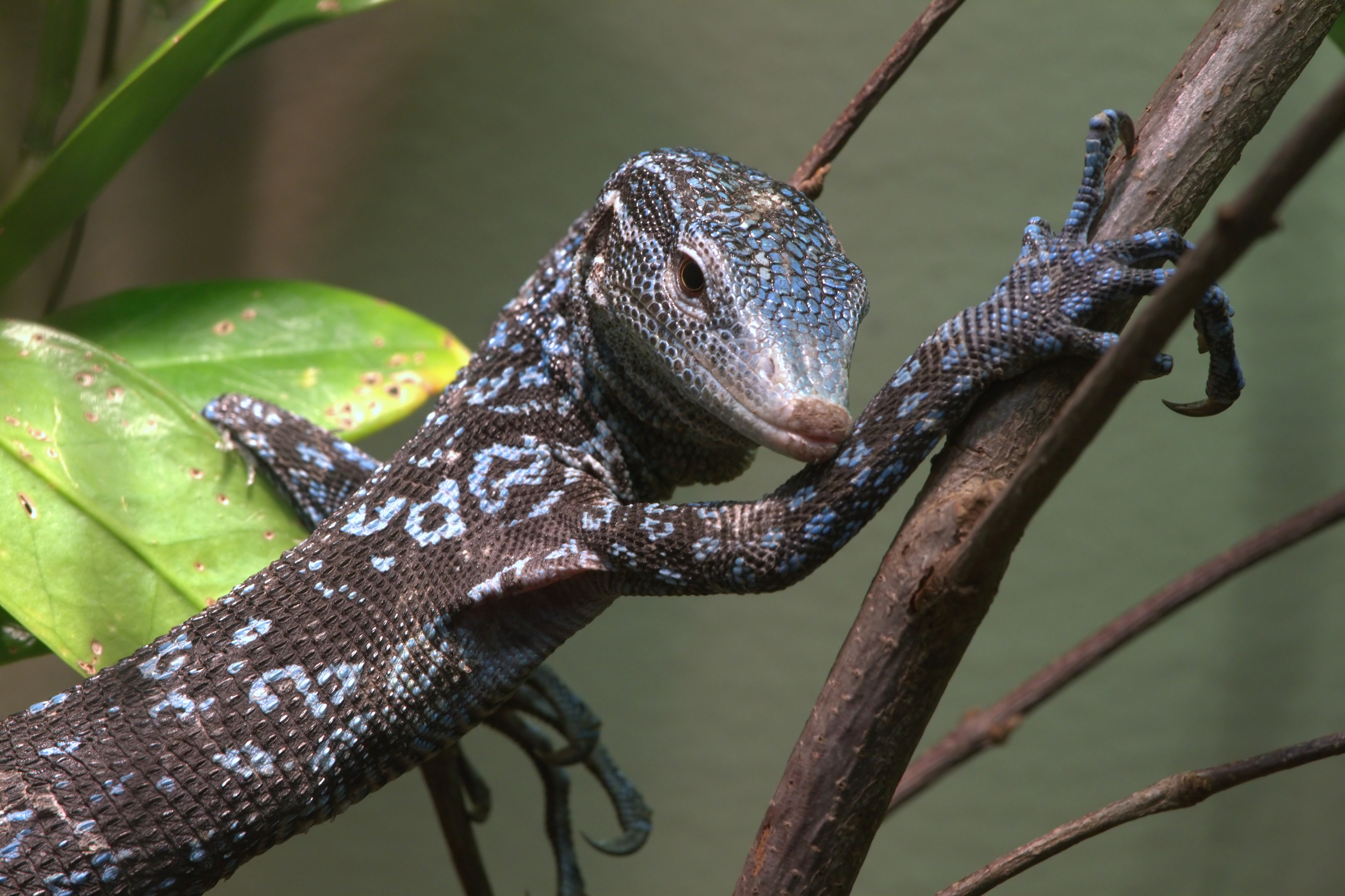
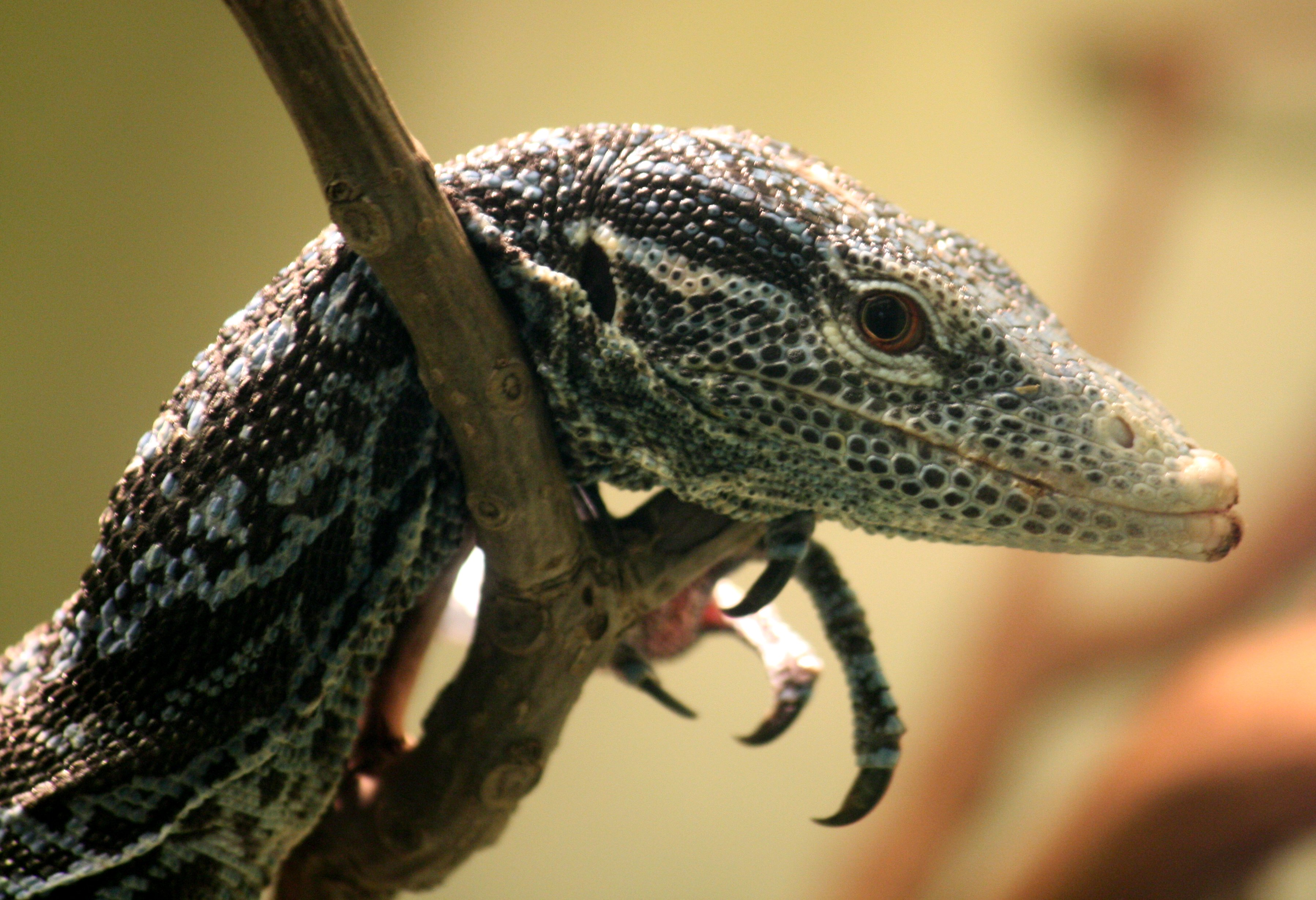
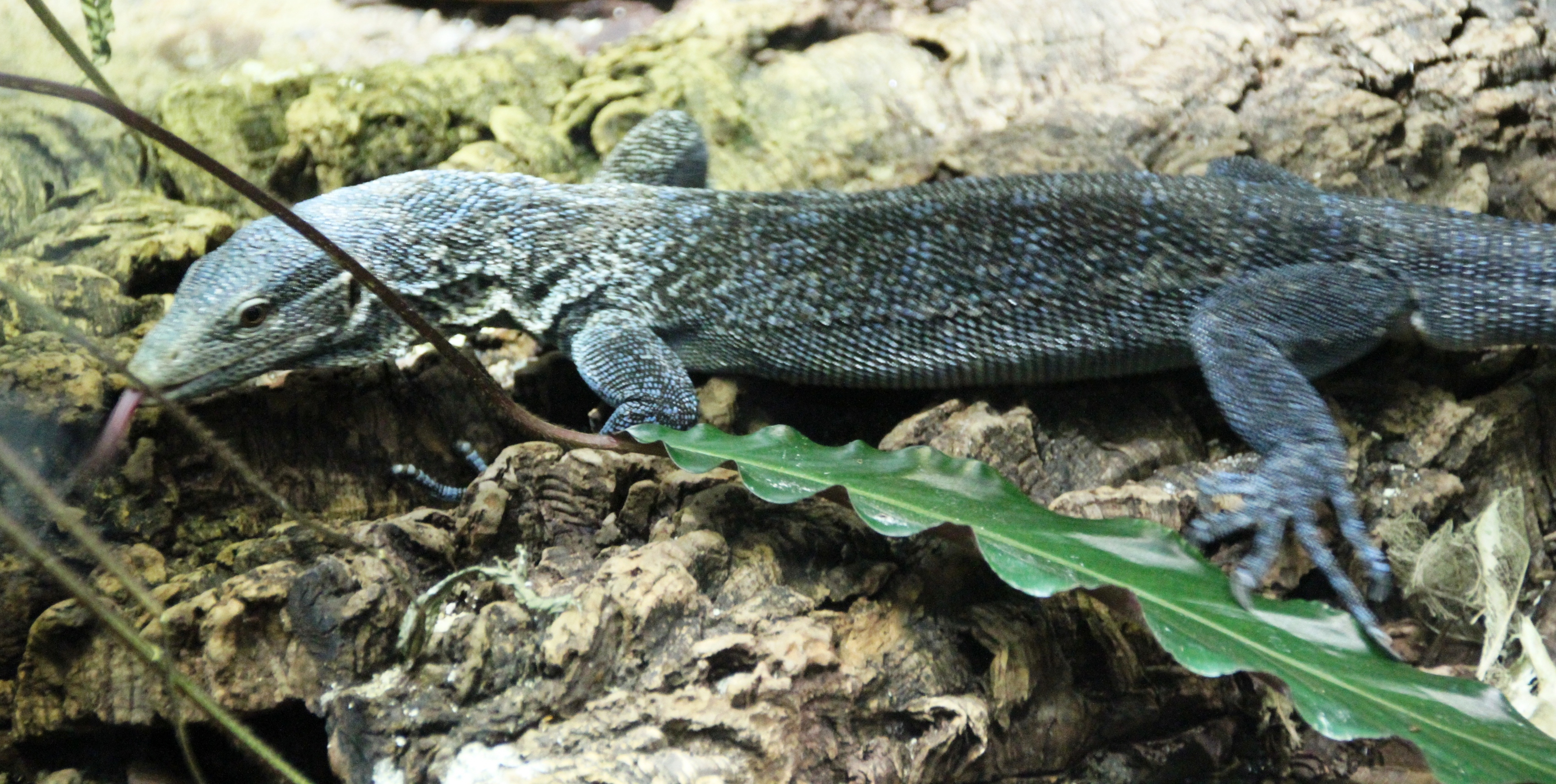

## Publication originale
- Böhme & Jacobs, 2001 : Varanus macraei sp. n., eine neue Waranart der V. prasinus-Gruppe aus West Irian, Indonesien. Herpetofauna, vol. 23, no 133, p. 5-10.